# Ocosia vespa
Ocosia vespa är en fiskart som beskrevs av Jordan och Starks, 1904. Ocosia vespa ingår i släktet Ocosia och familjen Tetrarogidae. Inga underarter finns listade i Catalogue of Life.